# Jules Pierre Fourreau
Jules Pierre Fourreau est un botaniste français né à Lyon le 25 août 1844 et mort à Beaune le 16 janvier 1871.

## Biographie
Après des études au collège des Minimes à Lyon où il a été l'élève de l'abbé Madenis, auteur de l'ouvrage Manuel du botaniste herborisant, il tient d'abord une Maison de commerce. Puis, il devient adjoint du botaniste Alexis Jordan, surtout comme dessinateur, chargé de la supervision des travaux des graveurs et des coloristes et aussi comme herboriste.
Il commence des campagnes d'herborisation à partir de 1864 : Ardèche et Alpes, Montélimard l'année suivante et le Midi et la Provence en 1866 où il rencontre Frédéric Mistral avec qui il noue une sincère amitié. Ce dernier lui fait connaître Nicolas de Séménow. Il continue d'herboriser dans le département du Gard en 1868.
En 1869, il donne le nom de Mistralia à un genre de plantes de la famille des Thyméléacées en l'honneur du poète Frédéric Mistral.
Cette même année, il crée la Société de la Renaissance et en devient le président. Il y présente deux études, l'une sur l'influence sociale, politique et religieuse de la Renaissance, l'autre sur la liberté de la presse.
Début 1870, il herborise aux alentours de Marseille, mais il est enrôlé volontaire aux légionnaires du Rhône en novembre. Il meurt le 16 janvier 1871 à l'hôpital de Beaune des suites d'une blessure au pied reçue à la bataille de Nuits le 18 décembre 1870.
Frédéric Mistral, qui l'appelait « une hirondelle de bonheur », à l'annonce de sa mort, dit : « C'est un élu ! Il est de ceux qui, par le sacrifice de leur vie et la pureté de leur holocauste, désarmeront la main qui nous châtie et rachèteront notre France dévoyée. »
Sa principale contribution, durant sa trop courte vie, tient aux remarquables iconographies qu'il a laissées. Adolphe Méhu parle aussi de son sens des affinités des plantes qui aurait fait de lui un taxonomiste de premier plan.

## Hommages
Le genre Fourraea Greuter & Burdet de la famille des Brassicacées lui a été dédié ainsi que l'espèce Rosa fourroei Déségl. (1872).